# Josef Rusek
Josef Rusek (ur. 18 czerwca 1938 w Piotrowicach koło Karwiny, zm. 13 stycznia 2022) – czeski ekolog, pedobiolog, zoolog (apterygotolog) i pedagog.

## Życiorys
Był synem Rudolfa i Anny. W 1956 zrobił maturę w Boguminie, po czym wyjechał do Brna. Studiował tam biologię i chemię ze specjalizacją w zoologii i pedagogice na Wydziale Przyrodniczym Uniwersytetu Masaryka. Jego profesorami byli m.in. Sergej Hrabě i Karel Absolon. W czasie studiów napisał osiem publikacji. Już wówczas interesował się skrytoszczękimi, a jego praca dyplomowa dotyczyła zgrupowań skoczogonków i pierwogonków oraz ich rocznej dynamiki w lasach Krasu Morawskiego. Studia ukończył z tytułem magistra w 1961 roku.
Następnie odbył 26-miesięczną służbę wojskową oraz studia podyplomowe (vědecká aspirantura) w Instytucie Entomologii Czechosłowackiej Akademii Nauk, podczas których zajmował się zwłaszcza systematyką i synekologią mezofauny glebowej. Ukończył je w 1967 roku z tytułem RNDr., a jego praca doktorska dotyczyła sprężykowatych obszarów uprawnych Czechosłowacji.
W latach 1974–1975 przebywał na stypendium podoktorskim w Kanadzie, gdzie badał m.in. mezofaunę glebową lasów Kolumbii Brytyjskiej. W 1979 opuścił Instytut Entomologii, by zostać szefem w nowo powstałym Instytucie Ekologii Krajobrazu w Budziejowicach. Tam w 1980 otrzymał posadę starszego badacza (vedoucí vědecký pracovník). W 1984 założył sekcję zoologii gleby przy Czechosłowackim Towarzystwie Zoologicznym, a w 1986 odrębny Instytut Biologii Gleby Czechosłowackiej Akademii Nauk. W latach 1986–1998 był jego dyrektorem. Zainicjowane przez instytut seminaria ogólnokrajowe przekształcone zostały w 1992 w międzynarodowe spotkania pod nazwą Central European Workshop on Soil Zoology. Od 1990 wykłada jako profesor zoologii na Uniwersytecie Wiedeńskim. Został również profesorem ekologii na Universidade de São Paulo. Od 1998 był członkiem International Committee Soil Zoology (pl. Międzynarodowy Komitet ds. Zoologii Gleby) przy International Society Soil Science. Od 1990 był prezesem czeskiej rady narodowej projektów SCOPE oraz International Geosphere-Biosphere Programme. Był członkiem Czeskiego Towarzystwa Entomologicznego, w którym w latach 1972–1978 pełnił funkcję skarbnika, oraz Czeskiego Towarzystwa Zoologicznego, w którego radzie zasiadał od 1983 roku.
Rusek miał na swoim koncie ponad 190 publikacji, w tym 8 książkowych. Do 2008 roku opisał 150 nowych dla nauki gatunków, 27 nowych rodzajów i 1 nową rodzinę.
Na jego cześć nazwano rodzaje Rusekella i Rusekianna oraz wiele gatunków, w tym pierwogonki: Acerentulus ruseki, Amphientulus ruseki, Vesiculentomon ruseki i Eosentomon rusekianum.
Prywatnie interesował się muzyką, makrofotografią i nurkowaniem. W 1961 poślubił Jitkę Šťastnę. Miał dwójkę dzieci: Jiříego i Jarmilę.